# Mirat Sarsembayev
Mirat Sarsembayev (en kazajo: Мират Сәрсембаев; Taldykorgan, URSS, 13 de julio de 1986) es un deportista kazajo que compitió en boxeo. Ganó una medalla de bronce en el Campeonato Mundial de Boxeo Aficionado de 2005, en el peso mosca.
En mayo de 2009 disputó su primera pelea como profesional. En su carrera profesional tuvo en total 6 combates, con un registro de 6 victorias y 0 derrotas.

## Palmarés internacional
| Campeonato Mundial | Campeonato Mundial | Campeonato Mundial | Campeonato Mundial |
| Año                | Lugar              | Medalla            | Categoría          |
| ------------------ | ------------------ | ------------------ | ------------------ |
| 2005               | Mianyang (China)   | Medalla de bronce  | 51 kg              |